# Solo in Rio 1959 (album)
Solo in Rio 1959 is een livealbum van de Braziliaanse gitarist Luiz Bonfá. De eerste zeventien nummers zijn eerder uitgebracht op het album O Violão de Luiz Bonfá in 1959. Het album is geproduceerd door Emory Cook, de oprichter van Cook Records.

## Tracklist
Alle muziek en teksten zijn geschreven door Luiz Bonfá, tenzij anders aangegeven. 
| 1.                 | Pernambuco                                                         |  |
| 2.                 | Night and Day (Cole Porter)                                        |  |
| 3.                 | Shearing                                                           |  |
| 4.                 | Sambolero                                                          |  |
| 5.                 | Calypso Minor                                                      |  |
| 6.                 | Uma Prece (A Prayer)                                               |  |
| 7.                 | Bonfabuloso                                                        |  |
| 8.                 | Quebra Mar (The Seawall)                                           |  |
| 9.                 | Luzes do Rio (Lights of Rio)                                       |  |
| 10.                | Perdido de Amor (Lost in Love)                                     |  |
| 11.                | Manhã de Carnaval (Luiz Bonfá/Antônio Maria)                       |  |
| 12.                | Amor sem Adeus (Love Without Goodbye) (Bonfá/Antônio Carlos Jobim) |  |
| 13.                | Variações em Violão (Variations on Guitar)                         |  |
| 14.                | Seringueiro                                                        |  |
| 15.                | Chopin                                                             |  |
| 16.                | Na Baixa do Sapateiro (In the Shoemaker's Hollow) (Ary Barroso)    |  |
| 17.                | Murder                                                             |  |
| 18.                | A Brazilian in New York                                            |  |
| 19.                | Prelude to Adventure in Space                                      |  |
| 20.                | Tenderly (Walter Lloyd Gross/Jack Lawrence)                        |  |
| 21.                | Blue Madrid                                                        |  |
| 22.                | Marcha Escocesa (Scottish March)                                   |  |
| 23.                | Fanfarra (Fanfare)                                                 |  |
| 24.                | Samba de Orfeu (Bonfá/Antônio Maria)                               |  |
| 25.                | Manhã de Carnaval (Bonfá/Maria)                                    |  |
| 26.                | Perdido de Amor 2                                                  |  |
| 27.                | Sambolero 2                                                        |  |
| 28.                | Quebra Mar 2                                                       |  |
| 29.                | Seringueiro Excerpt                                                |  |
| 30.                | Seringueiro 2                                                      |  |
| 31.                | Luzes do Rio 2                                                     |  |
| Totale duur: 68:00 |                                                                    |  |